# Campionati italiani cadetti di atletica leggera 2024
I 51° Campionati Italiani cadetti di atletica leggera si sono svolti il 5 e il 6 ottobre a Caorle, in Veneto
Competizione: Campionati italiani cadetti di atletica leggera
Sport: Atletica leggera
Edizione: 51°
Organizzatore: Comitato provinciale FIDAL Venezia
Date : dal 5 al 6 ottobre
Partecipanti: 940 (21 rappresentative)
Discipline:   36 (Pista) + 2 (cross) + 2 (corsa in montagna)
Impianto: Stadio Giovanni Chiggiato
Direttore: Gilberto Sartorato
Regione Vincitrice: Lombardia
La fase di cross dei campionati italiani cadetti si è svolta il 9 e il 10 marzo a Cassino alla Festa del Cross 2024 vedendo vincitori Federico Giardiello per la Lombardia e Viola Fasano per la Toscana.
La fase di corsa in montagna si è svolta il 4 e il 5 maggio a Lanzada vedendo vincitori Davide Songini e Anita Pelissero